# Thomas Kaminski
Pour les articles homonymes, voir Kaminski.
Thomas Kaminski, né le 23 octobre 1992 à Termonde en Belgique, est un footballeur international belge qui occupe le poste de gardien de but au Charlton Athletic. Il possède également la nationalité polonaise.

## Biographie

### En club
Thomas Kaminski fait ses débuts en Jupiler League pour le Germinal Beerschot en mai 2009. Il devient le gardien titulaire de l'équipe lors de la saison 2010-2011.
En août 2011, Kaminski signe un contrat d'un an avec Oud-Heverlee Louvain. Il signe également un accord qui le lie au RSC Anderlecht à la fin de cette saison. Il joue son premier match à Anderlecht le 25 août 2012 face à son ancien club, l'OH Louvain.
Lors de la saison 2013-2014, il dispute un peu plus de rencontres avec les Mauves, notamment le match de Ligue des champions face au Paris Saint-Germain, où il doit s'incliner à quatre reprises face à Zlatan Ibrahimović. Il remplace également Silvio Proto, blessé, lors du dernier match décisif pour le titre, le 1er mai 2014, face à Lokeren.
En manque de temps de jeu, le Sporting le prête durant la saison 2014-2015 au club chypriote Anórthosis Famagouste.
Le 26 août 2020, il s'engage pour deux saisons plus une en option aux Blackburn Rovers, qui ont dépensé 500 000 euros pour le recruter.
Le 3 août 2023, il rejoint le club de Luton Town fraichement promu en Premier League.
Le 1er juillet 2025, le gardien belge signe un contrat de trois ans avec le Charlton Athletic qui, après avoir évolué en Ligue One durant cinq saisons, vient d'être promu en Championship.

### En sélection nationale
En mai 2013, malgré une saison où il joue peu, il est appelé comme troisième gardien de l'équipe nationale, lors d'un stage aux États-Unis et de la confrontation contre la Serbie, match de qualification pour la Coupe du monde 2014.

#### Euro 2020
Convoqué par Roberto Martinez, il dispute sa première compétition internationale lors de l'Euro 2020. 

#### Euro 2024
Le 28 mai 2024, il est retenu parmi les 25 joueurs belges convoqués par Domenico Tedesco pour participer à l'Euro 2024.

## Statistiques

### En club
| Saison                | Club                         | Championnat           | Championnat | Championnat | Coupe nationale | Coupe nationale | Coupe de la Ligue | Coupe de la Ligue | Supercoupe | Supercoupe | Compétition(s) continentale(s) | Compétition(s) continentale(s) | Compétition(s) continentale(s) | Autres compétitions | Autres compétitions | Autres compétitions | Total | Total |
| Saison                | Club                         | Division              | M.          | B.          | M.              | B.              | M.                | B.                | M.         | B.         | Comp.                          | M.                             | B.                             | Comp.               | M.                  | B.                  | M.    | B.    |
| 2008-2009             | Germinal Beerschot           | Division 1            | 2           | 0           | -               | -               | -                 | -                 | -          | -          | CI                             | -                              | -                              | -                   | -                   | -                   | 2     | 0     |
| 2009-2010             | Germinal Beerschot           | Division 1            | 0           | 0           | 0               | 0               | -                 | -                 | -          | -          | -                              | -                              | -                              | PO2                 | 4                   | 0                   | 4     | 0     |
| 2010-2011             | Germinal Beerschot           | Division 1            | 27          | 0           | 4               | 0               | -                 | -                 | -          | -          | -                              | -                              | -                              | PO2                 | 4                   | 0                   | 35    | 0     |
| 2011-2012             | Germinal Beerschot           | Division 1            | 2           | 0           | -               | -               | -                 | -                 | -          | -          | -                              | -                              | -                              | PO2                 | -                   | -                   | 2     | 0     |
| Sous-total            | Sous-total                   | Sous-total            | 31          | 0           | 4               | 0               | -                 | -                 | -          | -          | -                              | -                              | -                              | -                   | 8                   | 0                   | 43    | 0     |
| 2011-2012             | OH Louvain                   | Division 1            | 21          | 0           | 1               | 0               | -                 | -                 | -          | -          | -                              | -                              | -                              | PO2                 | 4                   | 0                   | 26    | 0     |
| 2012-2013             | RSC Anderlecht               | Division 1            | 1           | 0           | 2               | 0               | -                 | -                 | 0          | 0          | C1                             | 0                              | 0                              | PO1                 | 0                   | 0                   | 3     | 0     |
| 2013-2014             | RSC Anderlecht               | Division 1            | 10          | 0           | 2               | 0               | -                 | -                 | 0          | 0          | C1                             | 3                              | 0                              | PO1                 | 1                   | 0                   | 16    | 0     |
| 2014-2015             | RSC Anderlecht               | Division 1            | 2           | 0           | -               | -               | -                 | -                 | 1          | 0          | C1                             | -                              | -                              | PO1                 | -                   | -                   | 3     | 0     |
| Sous-total            | Sous-total                   | Sous-total            | 13          | 0           | 4               | 0               | -                 | -                 | 1          | 0          | -                              | 3                              | 0                              | -                   | 1                   | 0                   | 22    | 0     |
| 2014-2015             | Anórthosis Famagouste (prêt) | Cyta Championship     | 20          | 0           | 2               | 0               | -                 | -                 | -          | -          | -                              | -                              | -                              | PO                  | 10                  | 0                   | 32    | 0     |
| 2015-2016             | FC Copenhague (prêt)         | Superliga             | 2           | 0           | 6               | 0               | -                 | -                 | -          | -          | C3                             | -                              | -                              | -                   | -                   | -                   | 8     | 0     |
| 2016-2017             | KV Courtrai                  | Division 1A           | 22          | 0           | 0               | 0               | -                 | -                 | -          | -          | -                              | -                              | -                              | PO2                 | 10                  | 0                   | 32    | 0     |
| 2017-2018             | KV Courtrai                  | Division 1A           | 30          | 0           | 4               | 0               | -                 | -                 | -          | -          | -                              | -                              | -                              | PO2                 | 4                   | 0                   | 38    | 0     |
| 2018-2019             | KV Courtrai                  | Division 1A           | 18          | 0           | 1               | 0               | -                 | -                 | -          | -          | -                              | -                              | -                              | PO2+BE              | -                   | -                   | 19    | 0     |
| Sous-total            | Sous-total                   | Sous-total            | 70          | 0           | 5               | 0               | -                 | -                 | -          | -          | -                              | -                              | -                              | -                   | 14                  | 0                   | 89    | 0     |
| 2018-2019             | KAA La Gantoise              | Division 1A           | 9           | 0           | 3               | 0               | -                 | -                 | -          | -          | C3                             | -                              | -                              | PO1                 | 10                  | 0                   | 22    | 0     |
| 2019-2020             | KAA La Gantoise              | Division 1A           | 29          | 0           | 1               | 0               | -                 | -                 | -          | -          | C3                             | 14                             | 0                              | -                   | -                   | -                   | 44    | 0     |
| 2020-2021             | KAA La Gantoise              | Division 1A           | 1           | 0           | -               | -               | -                 | -                 | -          | -          | C1                             | -                              | -                              | -                   | -                   | -                   | 1     | 0     |
| Sous-total            | Sous-total                   | Sous-total            | 39          | 0           | 4               | 0               | -                 | -                 | -          | -          | -                              | 14                             | 0                              | -                   | 10                  | 0                   | 67    | 0     |
| 2020-2021             | Blackburn Rovers             | Championship          | 43          | 0           | 0               | 0               | 1                 | 0                 | -          | -          | -                              | -                              | -                              | -                   | -                   | -                   | 44    | 0     |
| 2021-2022             | Blackburn Rovers             | Championship          | 44          | 0           | 0               | 0               | 1                 | 0                 | -          | -          | -                              | -                              | -                              | -                   | -                   | -                   | 45    | 0     |
| 2022-2023             | Blackburn Rovers             | Championship          | 28          | 0           | 1               | 0               | 0                 | 0                 | -          | -          | -                              | -                              | -                              | -                   | -                   | -                   | 29    | 0     |
| Sous-total            | Sous-total                   | Sous-total            | 115         | 0           | 1               | 0               | 2                 | 0                 | -          | -          | -                              | -                              | -                              | -                   | -                   | -                   | 118   | 0     |
| 2023-2024             | Luton Town                   | Premier League        | 38          | 0           | 0               | 0               | -                 | -                 | -          | -          | -                              | -                              | -                              | -                   | -                   | -                   | 38    | 0     |
| 2024-2025             | Luton Town                   | Championship          | 45          | 0           | 1               | 0               | 1                 | 0                 | -          | -          | -                              | -                              | -                              | -                   | -                   | -                   | 47    | 0     |
| Sous-total            | Sous-total                   | Sous-total            | 83          | 0           | 1               | 0               | 1                 | 0                 | -          | -          | -                              | -                              | -                              | -                   | -                   | -                   | 85    | 0     |
| 2025-2026             | Charlton Athletic            | Championship          | 2           | 0           | -               | -               | -                 | -                 | -          | -          | -                              | -                              | -                              | -                   | -                   | -                   | 2     | 0     |
| Total sur la carrière | Total sur la carrière        | Total sur la carrière | 396         | 0           | 28              | 0               | 3                 | 0                 | 1          | 0          | -                              | 17                             | 0                              | -                   | 47                  | 0                   | 492   | 0     |

### En sélections nationales
| Saison                | Sélection             | Phases finales        | Phases finales | Phases finales | Éliminatoires CDM | Éliminatoires CDM | Éliminatoires EURO | Éliminatoires EURO | Ligue des Nations | Ligue des Nations | Matchs amicaux | Matchs amicaux | Total | Total |
| Saison                | Sélection             | Compétition           | M              | B              | M                 | B                 | M                  | B                  | M                 | B                 | M              | B              | M     | B     |
| --------------------- | --------------------- | --------------------- | -------------- | -------------- | ----------------- | ----------------- | ------------------ | ------------------ | ----------------- | ----------------- | -------------- | -------------- | ----- | ----- |
| 2023-2024             | Belgique              | Euro 2024             | 0              | 0              | -                 | -                 | -                  | -                  | -                 | -                 | 1              | 0              | 1     | 0     |
| Total sur la carrière | Total sur la carrière | Total sur la carrière | 0              | 0              | -                 | -                 | -                  | -                  | -                 | -                 | 1              | 0              | 1     | 0     |

### Matchs internationaux
| Matchs internationaux de Thomas Kaminski, | Matchs internationaux de Thomas Kaminski, | Matchs internationaux de Thomas Kaminski, | Matchs internationaux de Thomas Kaminski, | Matchs internationaux de Thomas Kaminski, | Matchs internationaux de Thomas Kaminski, | Matchs internationaux de Thomas Kaminski, | Matchs internationaux de Thomas Kaminski,                    |
| #                                         | Date                                      | Lieu                                      | Adversaire                                | Résultat                                  | Compétition                               | Club                                      | Notes                                                        |
| ----------------------------------------- | ----------------------------------------- | ----------------------------------------- | ----------------------------------------- | ----------------------------------------- | ----------------------------------------- | ----------------------------------------- | ------------------------------------------------------------ |
| 1                                         | 23 mars 2024                              | Aviva Stadium, Dublin, Irlande            | République d'Irlande                      | N 0 - 0                                   | Match amical                              | Luton Town                                | Entre en jeu à la place de Matz Sels à la 83e minute de jeu. |

## Palmarès

### En club
|  |  | RSC Anderlecht - Championnat de Belgique (2) : - Champion : 2013 et 2014 - Supercoupe de Belgique (3) : - Vainqueur : 2012, 2013 et 2014 |  | FC Copenhague - Championnat du Danemark (1) : - Champion : 2016 - Coupe du Danemark (1) : - Vainqueur : 2016 |  | KAA La Gantoise - Championnat de Belgique : - Vice-champion : 2020 - Coupe de Belgique : - Finaliste : 2019 |

## Vie privée
Thomas Kaminski a un frère jumeau, Mathias Kaminski, qui est également footballeur et joue au poste de milieu offensif pour Toekomst Relegem.